# Luchthaven Phù Cát

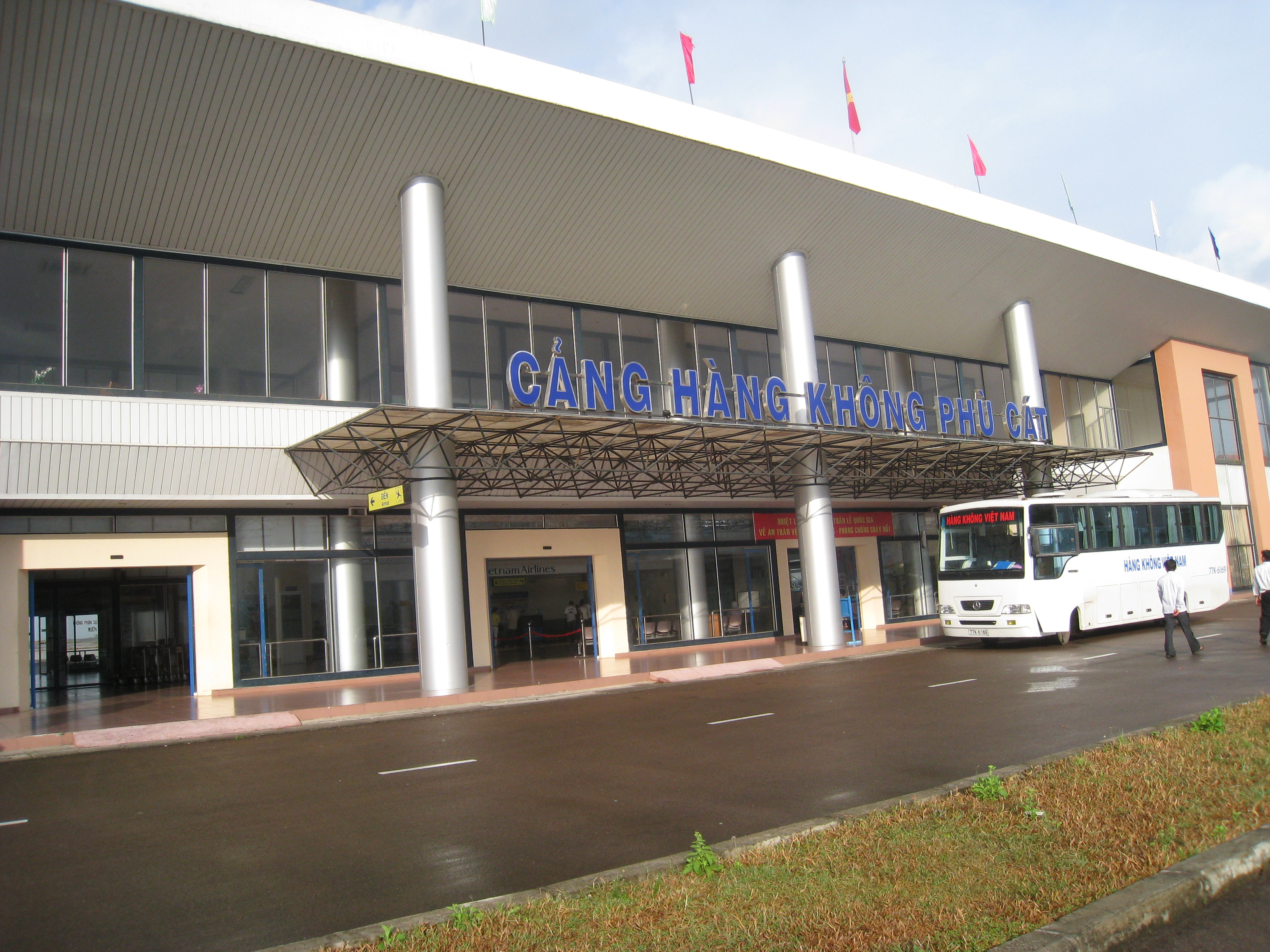
Voorzijde van de terminal (2009).

De Luchthaven Phù Cát (Vietnamees: Sân bay Phù Cát) is een vliegveld in xã Cát Tân, Phù Cát, wat een district is van de Vietnamese provincie Bình Định.
Luchthaven Phù Cát werd gebouwd in 1966 door de United States Air Force (USAF) tijdens de oorlog in Vietnam. Tijdens de oorlog was het een belangrijke luchtmachtbasis voor het Zuid-Vietnamese leger en de USAF. Na 1975 werd het gebruikt als een militair vliegveld door de Vietnamese luchtmacht (Khong Quan Nhan Dan Viet Nam) en ontwikkelde zich tot een regionale burgerluchthaven.
Een gedeelte van de luchthaven is nog steeds in gebruik als luchtmachtbasis.